# Die Warte
Die Warte ist eine regionale Zeitschrift, in der Artikel zu geschichtlichen und kulturellen Themen aus dem ehemaligen Hochstift Paderborn und dem ehemaligen Stift Corvey publiziert werden. Die Zeitschrift mit dem Untertitel Heimatzeitschrift für die Kreise Paderborn und Höxter erscheint vierteljährlich. Die Auflage beträgt ca. 2500 Exemplare (2009). Der Herausgeber der Zeitschrift ist Die Warte e. V. Paderborn-Höxter. Der Vereinsvorsitzende ist der amtierende Heimatgebietsleiter für beide Kreise.

## Geschichte
Die Zeitschrift wurde im Spätherbst 1932 von dem Verleger August Thiele, dem Journalisten Rudolf Kiepke und dem Geistlichen Johannes Hatzfeld in Paderborn gegründet. Die erste Ausgabe erschien im darauffolgenden Jahr. Als Mitarbeiter gewann man Heinrich Schauerte, Alois Fuchs, Kunsthistoriker und Direktor des Erzbischöflichen Diözesanmuseums Paderborn, Christoph Völker, Erzbistumsarchivar sowie Hermann-Joseph Wurm, der seit 1924 Direktor des Vereins für Geschichte und Altertumskunde Westfalens, Abt. Paderborn war. Die Schwerpunkte der Zeitschrift waren Ur- und Frühgeschichte, Geschichte, Natur, Kunst und Verkehr im südöstlichen Westfalen. Literarische und mundartliche Beiträge erschienen ab 1935 in einer Beilage.
Der Name der Zeitschrift wurde in Anlehnung an die Bezeichnung für mittelalterliche Wehrtürme gewählt, die noch heute im Paderborner Land zu finden sind und war im übertragenen Sinne als geistlicher Wehrturm gedacht. Die Zeitschrift blieb zunächst von nationalsozialistischem Einfluss verschont. Erst ab 1936 wurde dieser Einfluss durch einzelne Beiträge unübersehbar. Diese Entwicklung ging einem Wechsel in der Herausgeberschaft voraus.
Im Jahr 1942 wurde kriegsbedingt die Herausgabe der Zeitschrift eingestellt. In den letzten Kriegsmonaten wurde das Verlagshaus stark beschädigt und das Redaktions- und Bildarchiv völlig zerstört. Fünf Jahre nach Kriegsende konnten die nächsten Ausgaben erscheinen, wobei sich die Ausrichtung der Zeitschrift wieder am Gründungsprogramm orientierte und ein Beitrag zur Überwindung der nationalsozialistischen Zeit liefern wollte.
In der Nachkriegszeit wurde Georg Servais Mitherausgeber. Weitere Mitarbeiter wie Karl Auffenberg, Josef Wilhelmi, Hans von Geisau, Hermann Nolte, Heinrich Neuheuser, Karl Schoppe, Wilhelm Vaupel und Paul Graebner wurden hinzugewonnen. 1973 wurde auf Initiative von Josef Schmitz die Zeitschrift modernisiert und die Herausgeberschaft neu aufgestellt. Er interpretierte den Namen Die Warte als turmartigen Beobachtungsstand und als Spähplatz. Die Zeitschrift versteht sich nach Schmitz als Vermittler für Kultur, Landschaft und Wirtschaft des Paderborner und Corveyer Landes und soll seine gegenwärtige Situation, seine zukünftige Entwicklung sowie die gesamte Geschichte der Kreise Büren, Höxter, Paderborn und Warburg beschreiben.
In neuerer Zeit haben u. a. Autoren wie der Theologe Wilhelm Kuhne, Paul Gülle, Josef Hagemann, Günter Deppe und renommierte Fachwissenschaftler wie die Archäologen Klaus Günther, Wilhelm Winkelmann, die Historiker Heinrich Schoppmeyer, Hans-Joachim Behr, Karl-Heinz Spieß und die Germanisten Walter Gödden sowie Dieter Sudhoff Beiträge für die Zeitschrift geschrieben.

## Herausgeber
Der Herausgeber der Zeitschrift ist ein 1973 gebildeter Trägerverein, der seit 1978 in Die Warte e. V. Paderborn-Höxter umbenannt wurde.